# Адриенна Лекуврёр (опера)
«Адриенна Лекуврёр» (итал. Adriana Lecouvreur) — опера Франческо Чилеа в четырёх действиях на либретто Артуро Колаутти. В основе либретто — пятиактная драма Эжена Скриба и Эрнеста Легуве «Адриенна Лекуврёр» (1849).
Премьера оперы состоялась в миланском Театро Лирико 6 ноября 1902 года. Первыми исполнителями главных партий были Анджелика Пандольфини, Энрико Карузо, Джузеппе де Лука.

## Действующие лица
| Партия                           | Голос         | Исполнители на премьере (дирижёр: Клеофонте Кампанини) |
| -------------------------------- | ------------- | ------------------------------------------------------ |
| Адриана Лекуврёр, актриса        | сопрано       | Анджелика Пандольфини                                  |
| Маурицио (граф Морис Саксонский) | тенор         | Энрико Карузо                                          |
| Мишонне, режиссёр                | баритон       | Джузеппе Де Лука                                       |
| Принцесса де Буйон               | меццо-сопрано | Эдвидже Гибаудо                                        |
| Принц де Буйон                   | бас           | Эдоардо Соттолана                                      |
| Аббат де Шазей                   | тенор         | Энрико Джордани                                        |
| Мадемуазель Жувено               | сопрано       |                                                        |
| Мадемуазель Данжевиль            | меццо-сопрано |                                                        |
| Мадемуазель Дюкло                | немая роль    |                                                        |
| Пуассон                          | тенор         |                                                        |
| Кино                             | бас           |                                                        |
| Мажордом                         | бас           |                                                        |

## Сюжет
Время действия: Париж, Франция, 1730 год.

#### Акт 1
Закулисье театра "Комеди Франсез"
Труппа готовится к выступлению и суетится вокруг Мишонне, режиссёра. Принц де Буйон, почитатель и покровитель актрисы Дюкло, также за сценой в сопровождении своего спутника Аббата де Шазей. Входит Адриана, декламируя, и отвечает на восхваления остальных, звучит ария "Io son l'umile ancella". Оставшись наедине с Адрианой, Мишонне хочет признаться ей в любви, однако она объясняет ему, что у неё уже есть любовник - Маурицио, солдат графа Саксонского. Входит Маурицио и заявляет о своей любви к Адриане, звучит дуэт Маурицио и Адрианы "La dolcissima effigie". Они договариваются встретиться ночью и Адриана дает ему фиалки, чтобы он прикрепил их к своей петлице. Возвращаются Принц и Аббат. Они перехватили письмо Дюкло, в котором она просит Маурицио о встрече сегодня вечером на вилле у Принца. Принц, надеясь расстроить свидание, решает пригласить всю труппу после выступления. Получив письмо, Маурицио отменяет встречу с Адрианой, и она решает прийти на прием к Принцу.

#### Акт 2
Вилла у Сены
Принцесса де Буйон, а не актриса Дюкло (которая была её доверенным лицом), в волнении ожидает Маурицио ("Acerba voluttà, dolce tortura"). Когда он приходит, Принцесса видит на нем фиалки и спрашивает откуда они у него. Маурицио дарит их ей и признается, что больше не любит её. Принцесса делает вывод, что он любит кого-то ещё, но вскоре ей приходится спрятаться, когда неожиданно появляются Принц и Аббат. Маурицио понимает, что они думают, что он с Дюкло. Входит Адриана и узнает, что Маурицио вовсе не солдат, а замаскированный граф Морис Саксонский. Он говорит ей, что встреча носила политический характер, и что они должны организовать побег женщины, которая прячется неподалёку. Адриана верит ему и соглашается помочь. Во время последующего интермеццо, в доме приглушают свет, и Адриана говорит Принцессе, что это её шанс бежать. Однако, обе женщины подозревают друг друга и попытка побега оборачивается пламенной ссорой, прежде чем Принцесса, наконец, уходит. Мишонне находит браслет, обраненный Принцессой, и отдает его Адриане.

#### Акт 3
Дворец де Буйон
Принцесса отчаянно пытается узнать имя соперницы. Принц, который проявляет интерес к химии, хранит у себя сильный яд, который правительство попросило его исследовать. Пара дает прием, на котором гости замечают прибытие Мишонне и Адрианы. Принцесса узнает её голос и, чтобы рассеять подозрения, заявляет, что Маурицио был ранен на дуэли. Адриана падает без чувств. Однако, вскоре Маурицио появляется невредимый и Адриана ликует. Он поет о своих военных подвигах ("Il russo Mencikoff"). Дают балет "Суд Париса". Адриана узнает, что браслет, который нашёл Мишонне, принадлежит Принцессе. Понимая, что они соперничают за внимание Маурицио, Принцесса и Адриана бросают друг другу вызов. Принцесса многозначительно предлагает Адриане исполнить сцену из "Ариадны покинутой", но Принц просит вместо этого сцену из "Федры". Адриана читает последние строки текста с целью уличить Принцессу в измене. Принцесса клянется отомстить.

#### Акт 4
Комната в доме Адрианы
День именин Адрианы. Мишонне ожидает её пробуждения у неё дома. Адриана полна гнева и ревности. Её коллеги приходят навестить её, приносят подарки и пытаются убедить её вернуться на сцену. Один из подарков от Мишонне - бриллиантовое колье, которое Адриана заложила, чтобы выплатить долги Маурицио. Приносят маленькую шкатулку, в ней письмо от Маурицио и фиалки, которые Адриана дала ему в театре. Она целует цветы ("Poveri fiori") и бросает их в огонь. Появляется Маурицио с намерением жениться на Адриане. Они обнимаются и он замечает, что она дрожит. Ее состояние быстро ухудшается. Мишонне и Маурицио, который подарил фиалки Принцессе, понимают, что Адриана была отравлена. На некоторое время ее сознание проясняется ("Ecco la luce"), но затем она умирает.

## Знаменитые арии
- Io son l’umile ancella — ария Адрианы
- L'anima ho stanca — ария Маурицио
- Poveri fiori — предсмертная ария Адрианы с букетом фиалок
- Acerba volutta — ария принцессы де Буйон
- Aprite signora! — дуэт Адрианы и принцессы де Буйон
- La dolcissima effigie — дуэт Маурицио и Адрианы

## Известные аудиозаписи
- 1977 — дирижёр Джеймс Ливайн, Амвросианский оперный хор, оркестр «Филармония», CBS Sony, США

Исполнители: Адриенна — Рената Скотто, Морис — Пласидо Доминго, Принцесса Буйонская — Елена Образцова, Мишонне — Шерил Милнс
- 1989 — дирижёр Джанандреа Гавадзени, хор и оркестр театра «Ла Скала», Opus Arte, Италия (DVD)

Исполнители: Адриенна — Мирелла Френи, Морис — Петер Дворски, Принцесса Буйонская — Фьоренца Коссотто, Мишонне — Алессандро Кассис, Принц Буйонский — Иво Винко, Аббат — Эрнесто Гаваццени
- 2009 — дирижёр Ренато Палумбо, хор и оркестр театра Реджио в Турине, Arthaus Musik (Blu-ray)

Исполнители: Адриана - Микаэла Карози, Мориц - Марсело Альварес, Принцесса Буйонская - Марианна Корнетти, Мишонне — Альфонсо Антоньоцци

## Влияние
Фабула и персонажи оперы были использованы в современных реалиях в романе Этана Морддена «The Venice Adriana».